# Relations entre le Conseil de coopération des États arabes du Golfe et l'Union européenne
Les relations entre le Conseil de coopération du Golfe et l'Union européenne remontent à l’accord de coopération conclu en 1988. Cet accord de coopération avait pour but de renforcer la stabilité de la région, de favoriser les relations économiques et politiques, d'élargir la coopération économique et technique et d'élargir la coopération dans plusieurs domaines (énergie, industrie, commerce, services, agriculture, pêche, investissements, sciences, technologies et environnement).
L'accord prévoit la tenue de conseils conjoints et de réunions ministérielles (composées des ministres des affaires étrangères de l'UE et du CCG), ainsi que la création d'un comité mixte de coopération réunissant des hauts fonctionnaires.

## Sources

## Compléments